# 鞘茎飞虱属
鞘茎飞虱属（学名：Preterkelisia）也称长鞘飞虱属，为稻虱科的一个属。

## 下属物种
本属包括以下物种：
- 大刺长鞘飞虱 Preterkelisia magnispinosus (Kuoh, 1981)
- 雅氏长鞘飞虱 Preterkelisia yasumatsui (Esaki & Ishihara, 1950)，安松长鞘飞虱